# Heelys

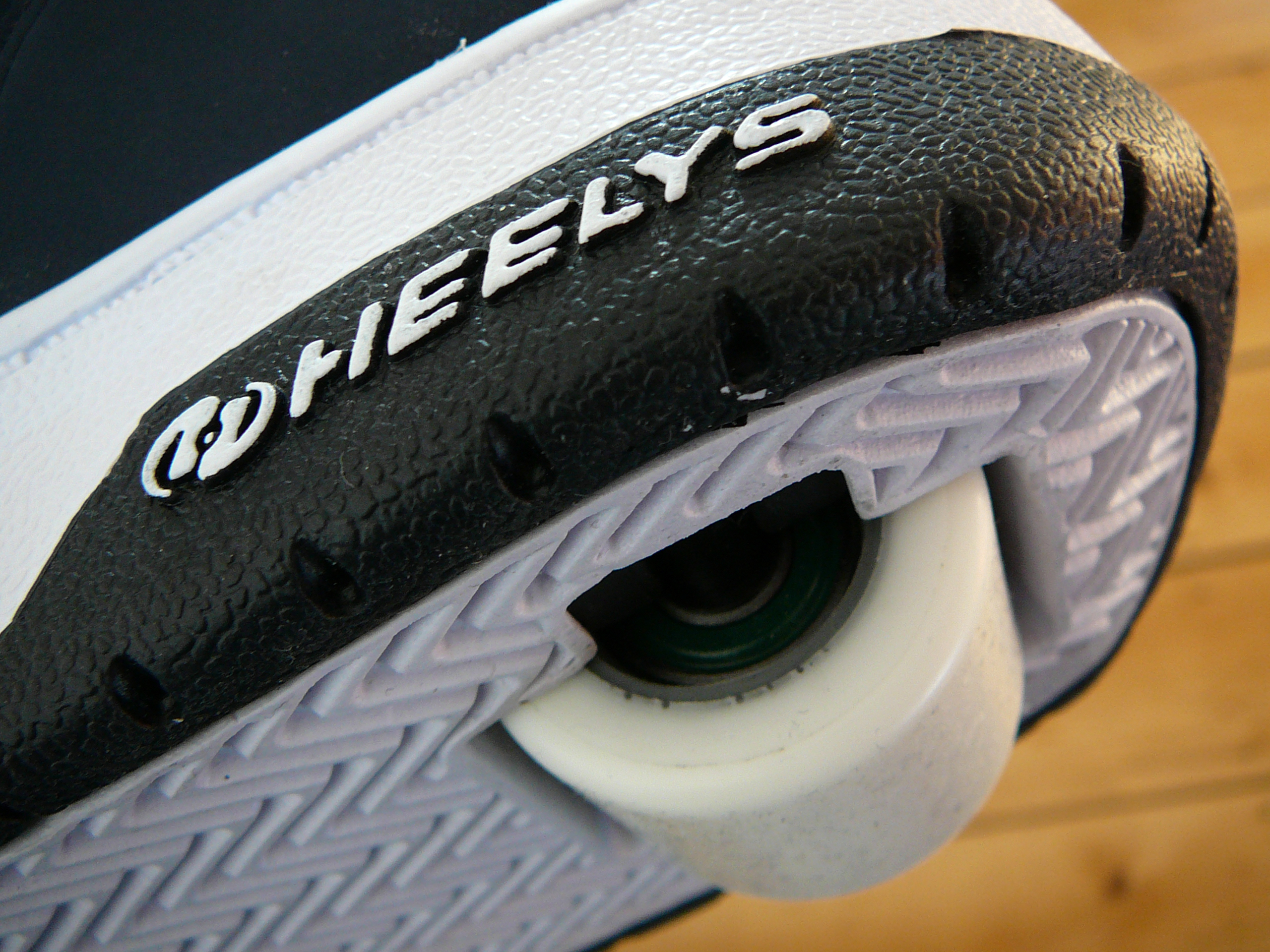

Heelys est une marque de baskets à roulette originaire des États-Unis, dont le concept original permet de rouler ou simplement marcher normalement. Le changement entre la marche et le "heeling" est possible grâce à un trou dans le talon de la chaussure dans lequel on peut clipser les roues, ou y enfoncer des caches, que l'on peut à tout moment retirer grâce à une clef. C'est un l'intermédiaire entre les rollers et les baskets.
Ces chaussures sont originaires d'Huntington Beach en Californie. Elles ont été inventées en 1998 par Roger Adams, fondateur et créateur de la marque. Il déposa plusieurs brevets, aux États Unis dès 2000, puis dans le reste du monde, afin de protéger ces chaussures innovantes.

## Site officiel
- Site officiel

## Sites de vente
- Heelers.eu - Site de vente Heelys en Europe